# Méru
Méru é uma comuna francesa na região administrativa de Altos da França, no departamento de Oise. Estende-se por uma área de 22,83 km². Em 2010 a comuna tinha 14 794 habitantes (densidade: 648 hab./km²).